# 고로드 스톨리츠
고로드 스톨리츠(러시아어: Город Столиц)는 러시아 모스크바 국제 비즈니스 센터의 플롯 9에 있는 마천루이다. 2009년 완공 이후 러시아와 유럽에서 가장 높은 마천루였다.
다른 이름은 시티 오브 캐피탈이다.
두 쌍둥이 건물은 각각 모스크바, 상트페테르부르크를 상징하는 것으로서 높은 쪽이 모스크바를 상징하고, 낮은 쪽이 상트페테르부르크를 상징한다.

## 같이 보기
- 모스크바의 마천루 목록
- 러시아의 마천루 목록
- 유럽의 마천루 목록
- 초고층 주거용 건축물 목록